# Lamponia

Mapa con algunas de las principales antiguas ciudades griegas de Eólida, en la zona septentrional de Asia Menor. Lamponia figura al noreste de Aso.

Lamponia o Lamponio (en griego, Λαμπώνεια, Λαμπωνία o Λαμπώνιον) era una antigua ciudad de la Tróade.
Estrabón recoge un fragmento de Helánico de Lesbos según el cual Lamponia fue fundada por los eolios. Fue tomada, junto con Antandro y las islas de Lemnos e Imbros por el sátrapa persa Ótanes poco después del año 511 a. C. Perteneció a la Liga de Delos puesto que aparece mencionada en registros de tributos a Atenas entre los años 454-453 y 430-429 a. C.
Se conservan monedas de plata y bronce acuñadas por Lamponia que se han fechado entre 420 y 350 a. C. donde figura la inscripción «ΛΑΜ».